# Robert-Jan Knook
Robert-Jan Knook (20 juni 1968) is een Nederlandse nieuwslezer.

## Biografie
Zijn eerste radio-ervaring deed hij op bij de lokale omroep in Veendam. Tijdens zijn studie communicatiewetenschap aan de Universiteit van Amsterdam in de jaren 1990 werkte hij als nieuwslezer voor landelijke zenders als Sky Radio, Radio Noordzee en Classic FM.
In 1998 stapte hij over naar Business Nieuwsradio. Hij presenteerde nieuwsprogramma’s en werd in 2003 station manager. Vanaf 2007 organiseerde hij vanuit BNR ook verschillende evenementen, zoals de live-uitzendingen vanuit Amerika tijdens de presidentsverkiezingen en rond de Olympische Winterspelen in Vancouver in 2010. 
Sinds 2010 is Knook freelance voor het ANP, als nieuwslezer voor onder meer 100% NL, Radio 538, Qmusic, Sky Radio, BNR Nieuwsradio en diverse lokale omroepen. 

## Trivia
- In juli 2020 is Knook beëdigd als trouwambtenaar (BABS). Hij werkt sindsdien als zelfstandig bijzondere trouwambtenaar in heel Nederland.